# Hammarby IF
Hammarby IF (Hammarby Idrottsförening) je švédský fotbalový klub sídlící v hlavním městě Stockholmu. Sportovní klub Hammarby IF byl založen roku 1897, fotbalová sekce v roce 1915. Domácím stadiónem klubu je Tele2 Arena (Nya Söderstadion) s kapacitou 33 000 diváků. V roce 2001 Hammarby získali švédský titul. V roce 2019 skončili jediný bod od titulu na 3. místě a kvalifikovali se do evropského poháru. Hammarby jsou klubem s nejvyšší návštěvností v celé Skandinávii, např. v roce 2015 měli průměrnou návštěvnost 25 507 diváků a mnoho domácích zápasů bývá vyprodáno.